# Flame of Passion
Flame of Passion er en amerikansk stumfilm fra 1915 af Tom Terriss.

## Medvirkende
- Tom Terriss som Dick Lorient.
- Ellaline Terriss.
- Rienzi De Cordova som John Stark
- Marguerite Hanley som Dulcie Lanyon.
- Lionel Pape